# Senlisse
Senlisse település Franciaországban, Yvelines megyében. Lakosainak száma 509 fő (2022. január 1.). Senlisse Auffargis, Cernay-la-Ville, Choisel, Dampierre-en-Yvelines és Les Essarts-le-Roi községekkel határos.

## Népesség
A település népessége az elmúlt években az alábbi módon változott:
| Lakosok száma | 525  | 507  | 510  | 491  | 495  | 499  | 503  | 501  | 509  |
|               | 2013 | 2015 | 2016 | 2017 | 2018 | 2019 | 2020 | 2021 | 2022 |